# Rawi Hage
Pour les articles homonymes, voir Hage (homonymie).
Rawi Hage (né en 1964 à Beyrouth) est un romancier, photographe et artiste visuel canadien d'origine libanaise.

## Biographie
Né à Beyrouth, au Liban en 1964, Rawi Hage a survécu à neuf ans de guerre civile. Il a déménagé aux États-Unis en 1984, puis a émigré au Canada en 1992. Il vit maintenant à Montréal. Il pratique l’écriture, les arts visuels, le commentaire politique et le métier de curateur. Ses textes ont été publiés dans les revues Maclean’s, Fuse, The Toronto Review, Montreal Serai et Al-Jadid. Il a participé à des expositions solos et collectives dans plusieurs pays. Son premier roman, De Niro's Game, traduit en français sous le titre Parfum de poussière, et dans lequel il présente deux jeunes personnages qui se débrouillent pour survivre à la guerre civile à Beyrouth, en commettant des larcins et des délits, a reçu un accueil enthousiaste de la critique,. Plusieurs prix ont été décernés à l'auteur pour son premier roman: le Hugh MacLennan prize for fiction, le McAuslan First Book Prize, le prix IMPAC Dublin Literary Award , et pour sa traduction française le Prix des libraires du Québec et celui du Combat des livres à Radio-Canada.  Rawi Hage s'est confié à la journaliste Caroline Montpetit au sujet de son expérience de la guerre au Liban, qui lui a inspiré son premier livre: «La guerre civile libanaise était complexe, ajoute-t-il, c'était une guerre à la fois locale, confessionnelle, régionale, et internationale. Mais ce qui en est resté, à la fin, c'est la corruption»

## Traductions françaises (Québec)
- Parfum de poussière, Québec, Alto,2007  (ISBN 9782923550107) ; version poche, coll. Coda, Alto, 2010  (ISBN 9782923550244)
- Le cafard, Québec, Alto, 2010  (ISBN 9782923550268) ; version poche, coll. Coda, Alto, 2020  (ISBN 9782896944569)
- Carnaval, Québec, Alto, 2013  (ISBN 9782896941551)
- La Société du feu de l'enfer, Québec, Alto, 2020  (ISBN 9782896944316)

## Éditions en France
- De Niro's Game, Paris, Denoël, coll. Denoël & Ailleurs, 2009, 276 p.  (ISBN 9782207259528)
- Le Cafard, Paris, Denoël, coll. Denoël & Ailleurs, 2010, 368 p.  (ISBN 9782207116074)
- Carnival city, Paris, Denoël, coll. Denoël & Ailleurs, 2014, 352 p.  (ISBN 9782207116074)

## Prix et distinctions
- Finaliste au Scotiabank Giller Prize, 2006 (pour De Niro's game)
- Finaliste pour le Prix du Gouverneur général, 2006 (pour De Niro's game)
- Gagnant du Hugh MacLennan Prize for fiction, 2006 (pour De Niro's game)
- Gagnant du McAuslan First Book Prize, 2006 (pour De Niro's game)
- Gagnant du IMPAC Dublin Literary Award, 2008 (pour De Niro's game)
- Gagnant du Prix des libraires du Québec, 2008 (pour Parfum de poussière, trad. de De Niro's game)
- Gagnant du Combat des livres de Radio-Canada, 2009 (pour Parfum de Poussière, trad. de De Niro's game)